# Dépérissement du buis
Le dépérissement du buis est une maladie fongique qui affecte certaines espèces de buis (genre Buxus) et qui se manifeste par des symptômes de dépérissement des feuilles et des rameaux. C'est une maladie émergente, observée pour la première fois au Royaume-Uni en 1994, qui s'est répandue depuis dans plusieurs pays d'Europe, en Amérique du Nord et en Nouvelle-Zélande.
Les agents pathogènes responsable de cette maladies sont deux espèces de champignons ascomycètes de la famille des Nectriaceae, Pseudonectria buxi (synonyme : Volutella buxi)  et Cylindrocladium buxicola (synonyme : Calonectria pseudonaviculata).
Cylindrocladium buxicola est le principal agent pathogène, celui qui cause les symptômes les plus graves,  Pseudonectria buxi est un agent pathogène secondaire.
Ces deux champignons peuvent se manifester isolément, mais ils peuvent aussi affecter conjointement la même plante.